# Monumento a los soldados y marinos de Míchigan
El Monumento a los soldados y marinos de Míchigan es un monumento de la Guerra de Secesión ubicado en el centro de Detroit, Míchigan. Este ejemplo de escultura cívica se encuentra en un lugar destacado en el extremo sureste del parque Campus Martius. Allí, cinco vías principales (Cadillac Square, la calle Fort, y las avenidas Míchigan, Monroe y Woodward) convergen en la rotonda reconstruida frente al edificio One Campus Martius. Fue incluido en el Registro Nacional de Lugares Históricos en 1984.

## Historia

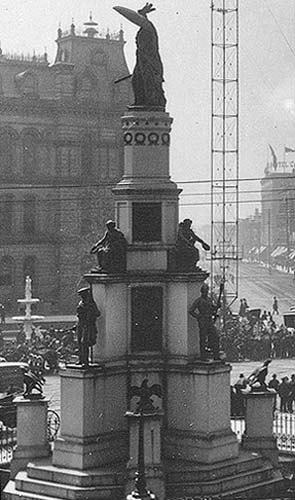
Monumento a los soldados y marinos de Míchigan con el antiguo Ayuntamiento de Detroit en el fondo.

En 1865, el gobernador Austin Blair fundó la Asociación de Monumento a los soldados y marinos de Míchigan para recaudar fondos destinados a un monumento para conmemorar los muertos michiguenses durante la Guerra de Secesión. Se recolectaron suscripciones voluntarias de los ciudadanos y el escultor Randolph Rogers, que había creado monumentos conmemorativos similares en Ohio y Rhode Island, fue elegido para elaborar el monumento. La inauguración fue el 9 de abril de 1872. Asistieron a los generales George Armstrong Custer, Philip H. Sheridan y Ambrose E. Burnside.
El Monumento está dentro de la rotonda de la intersección de Woodward Avenue, Míchigan Avenue, Monroe Street, Fort Street y Cadillac Square. La propiedad está abierta al público. Fue reposicionado en la rotonda del Campus Martius Park para la restauración del parque.

## Descripción

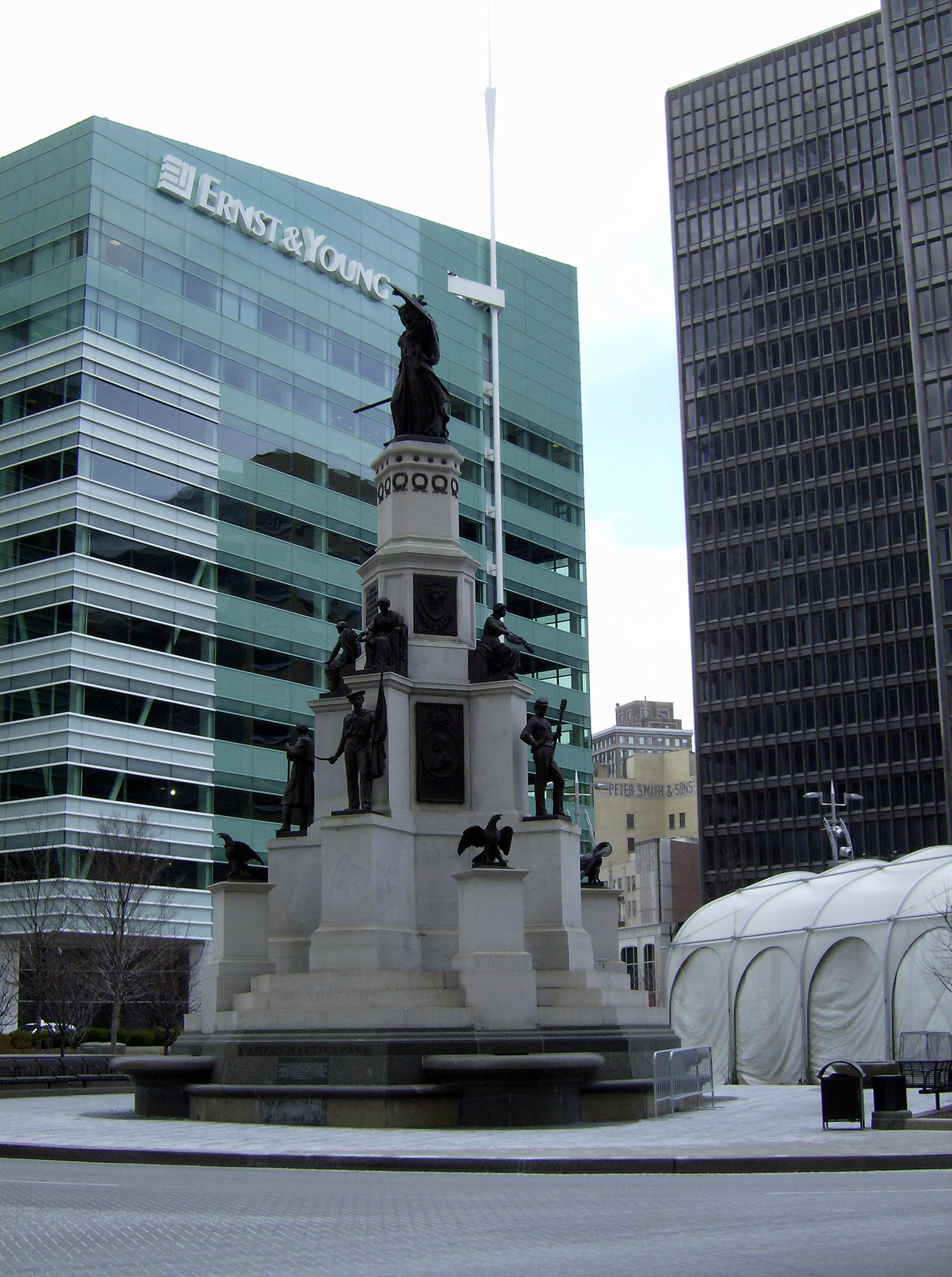
El One Kennedy Square (izquierda) y el 1001 Woodward (derecha) detrás del Monumento a los soldados y marinos de Míchigan

El diseño de Rogers consiste en una serie de secciones octogonales que se elevan desde la base del monumento. Las secciones más bajas están coronadas por águilas con alas elevadas que guían el ojo hacia la siguiente sección, que está coronada por cuatro figuras masculinas que representan las ramas de la Armada, Infantería, Caballería y Artillería del Ejército de los Estados Unidos. Cuatro figuras alegóricas femeninas, descansando sobre pedestales, están sobre las estatuas masculinas y representan la Victoria, la Historia, la Emancipación y la Unión no se agregaron al monumento hasta 1881. 
La tradición local afirma que Rogers usó a Sojourner Truth, el famoso abolicionista afroamericano, como su inspiración para la estatua de la Emancipación, pero existe poca evidencia para documentar esta creencia. También hay cuatro placas que contienen bajorrelieves de los líderes de la Uniónː Abraham Lincoln, Ulysses S. Grant, William Tecumseh Sherman y David Farragut. Cubriendo el monumento, la heroica "figura de la amazona" Michigania, o Victoria, blande una espada en su mano derecha y en la otra levanta un escudo, preparada para el ataque.

## Lecturas adiconales
- Rogers, Millard F., Randolph Rogers: Escultor americano en Roma. La Universidad de Prensa de Massachusetts, 1971.
- Meyer, Katherine Mattingly y Martin C.P. McElroy Con Introducción por W. Hawkins Transbordador, Hon Un.I.Un. Arquitectura de Detroit Un.I.Un. Guía Edición Revisada. Wayne Prensa Universitaria Estatal, 1980.
- Zacharias, Pat. «The Monuments of Detroit». The Detroit News. Consultado el 24 de febrero de 2007.